# Republiek (Suriname)
Republiek ist ein Ort im Ressort Para-Zuid, Distrikt Para, in Suriname.

## Geschichte
Republiek war ursprünglich ein in der ersten Hälfte des 19. Jahrhunderts angelegter Militärposten am Coropinakreek. Er lag an den Grenzen der Holzplantagen Mijn Hoop und Valkenburg. Nachdem im Jahre 1863 durch die Kolonialmacht, das Königreich der Niederlande, die Sklaverei abgeschafft wurde, kauften im Jahre 1884 ehemalige Sklaven die Plantagen.

### Eisenbahn

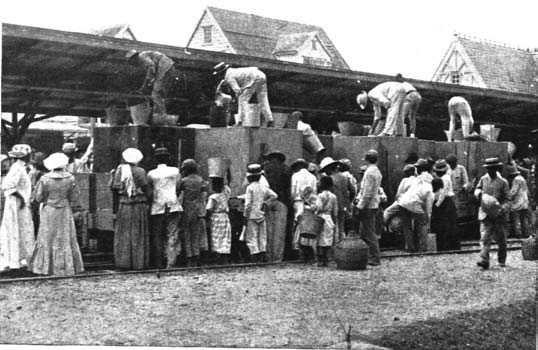
Station Vaillantsplein in Paramaribo

Mit dem Bau der Lawabahn war auch Republiek ab 1905 mit einer Haltestation an das Bahnnetz und damit mit der Hauptstadt Paramaribo verbunden. In großer Trockenzeit wurde die Bahn auch als Transportmittel zur Versorgung der Bewohner von Paramaribo mit Wasser aus Para, ab der Station Republiek versorgt. Das Foto links zeigt die Versorgung der Bewohner von Paramaribo am überdachten Markt Heiligenweg mit Wasser aus Republiek während der großen Trockenzeit im Jahre 1912.  
Durch die Bahn war das ehemalige Plantagengebiet im Distrikt Para mit seinen Bachläufen auch schon früh als Ausflugsziel und Erholungsort bei den Hauptstädtern beliebt.

### Wassergesellschaft
Im Jahre 1933 wurde in Republiek ein Wassergewinnungsunternehmen mit Wasseraufbereitungsanlage und Pumpstation eingerichtet. Durch die Surinaamsche Waterleiding Maatschappij wird seitdem das qualitativ hochwertige Wasser mittels Wasserleitungen in die umliegenden Distrikte und nach Paramaribo geleitet.